# Latia neritoides
Latia neritoides är en snäckart som beskrevs av Gray 1850. Latia neritoides ingår i släktet Latia och familjen Latiidae. Inga underarter finns listade i Catalogue of Life.